# Badminton-Junioreneuropameisterschaft 1975
Die Badminton-Junioreneuropameisterschaft 1975 fand vom 17. bis zum 20. April 1975 in Kopenhagen statt.

## Medaillengewinner
| Disziplin    | Gold | Silber | Bronze                                                                                     |
| ------------ | --- | --- | ------------------------------------------------------------------------------------------ |
| Herreneinzel | Bruno Wackfelt | Morten Frost | Lars Kotte                                                                                 |
| Herreneinzel | Bruno Wackfelt | Morten Frost | Kevin Jolly                                                                                |
| Dameneinzel  | Pia Nielsen | Paula Kilvington | Anita Steiner                                                                              |
| Dameneinzel  | Pia Nielsen | Paula Kilvington | Inge Borgstrøm                                                                             |
| Herrendoppel | Bruno Wackfelt Göran Sterner | Kevin Jolly Tim Stokes | Häkan Fossto Lars Kotte                                                                    |
| Herrendoppel | Bruno Wackfelt Göran Sterner | Kevin Jolly Tim Stokes | Gary Scott Duncan Bridge                                                                   |
| Damendoppel  | Liselotte Gøttsche Lilli B. Pedersen | Pia Nielsen Inge Borgstrøm | Karen Puttick Andrea Tuckett                                                               |
| Damendoppel  | Liselotte Gøttsche Lilli B. Pedersen | Pia Nielsen Inge Borgstrøm | Paula Kilvington Karen Bridge                                                              |
| Mixed        | Tim Stokes Karen Puttick | Duncan Bridge Lorraine Fowler | Bruno Wackfelt Anita Steiner                                                               |
| Mixed        | Tim Stokes Karen Puttick | Duncan Bridge Lorraine Fowler | Trevor Woods Linda Andrews                                                                 |
| Mannschaften | Dänemark Morten Frost Bo Elvers Kenn H. Nielsen Bjørn Madsen Jytte Larsen Inge Borgstrøm Liselotte Gøttsche Pia Nielsen Lilli B. Pedersen | England Duncan Bridge Kevin Jolly Gary Scott Tim Stokes Karen Bridge Lorraine Fowler Paula Kilvington Karen Puttick Andrea Tuckett | Schweden Häkan Fossto Lars Kotte Göran Sterner Bruno Wackfelt Ingrid Broberg Anita Steiner |

## Resultate

### Halbfinale
| Disziplin    | Sieger                               | Finalist                      | Ergebnis           |
| ------------ | ------------------------------------ | ----------------------------- | ------------------ |
| Herreneinzel | Morten Frost                         | Lars Kotte                    | 15–6, 15–10        |
| Herreneinzel | Bruno Wackfelt                       | Kevin Jolly                   | 15–12, 18–16       |
| Dameneinzel  | Pia Nielsen                          | Anita Steiner                 | 12–11, 11–2        |
| Dameneinzel  | Paula Kilvington                     | Inge Borgstrøm                | 11–6, 12–10        |
| Herrendoppel | Kevin Jolly Tim Stokes               | Häkan Fossto Lars Kotte       | 8–15, 15–13, 15–11 |
| Herrendoppel | Bruno Wackfelt Göran Sterner         | Duncan Bridge Gary Scott      | 15–11, 15–5        |
| Damendoppel  | Lilli B. Pedersen Liselotte Gøttsche | Andrea Tuckett Karen Puttick  | 18–14, 15–12       |
| Damendoppel  | Inge Borgstrøm Pia Nielsen           | Karen Bridge Paula Kilvington | 7–15, 15–5, 15–5   |
| Mixed        | Tim Stokes Karen Puttick             | Bruno Wackfelt Anita Steiner  | 15–3, 15–4         |
| Mixed        | Duncan Bridge Lorraine Fowler        | Trevor Woods Linda Andrews    | 17–16, 15–5        |

### Finale
| Disziplin    | Sieger                               | Finalist                      | Ergebnis     |
| ------------ | ------------------------------------ | ----------------------------- | ------------ |
| Herreneinzel | Bruno Wackfelt                       | Morten Frost                  | 18–15, 15–2  |
| Dameneinzel  | Pia Nielsen                          | Paula Kilvington              | 11–2, 11–3   |
| Herrendoppel | Bruno Wackfelt Göran Sterner         | Kevin Jolly Tim Stokes        | 15–5, 15–12  |
| Damendoppel  | Lilli B. Pedersen Liselotte Gøttsche | Inge Borgstrøm Pia Nielsen    | 15–10, 15–13 |
| Mixed        | Tim Stokes Karen Puttick             | Duncan Bridge Lorraine Fowler | 18–15, 15–10 |

## Mannschaften

### Endstand
- 1.  Dänemark
- 2.  England
- 3.  Schweden
- 4.  Deutschland
- 5.  Schottland
- 6.  Niederlande
- 7.  Sowjetunion
- 8.  Irland
- 9.  Österreich
- 10.  Norwegen
- 11.  Wales